# (What’s the Story) Morning Glory?
(What’s the Story) Morning Glory? (englisch für „(Was ist das für eine Geschichte) Morgenlatte?“) ist das zweite Musikalbum der britischen Musikgruppe Oasis und wurde im September 1995 veröffentlicht. Die Band übertraf den Erfolg ihres Debütalbums bei weitem, insbesondere mit den Singles Wonderwall und Don’t Look Back in Anger konnte sie weltweit Erfolge verbuchen.

## Produktion
Schlagzeuger Tony McCarroll ist nur noch auf dem Stück „Some Might Say“ zu hören. Er verließ die Band noch vor Veröffentlichung dieser Single. Für den Rest des Albums wurde er durch Alan White ersetzt.

## Inhalt

### Titelliste
| #   | Titel                                                   | Länge |
| --- | ------------------------------------------------------- | ----- |
| 1.  | Hello                                                   | 3:21  |
| 2.  | Roll with It                                            | 3:59  |
| 3.  | Wonderwall                                              | 4:18  |
| 4.  | Don’t Look Back in Anger                                | 4:48  |
| 5.  | Hey Now!                                                | 5:41  |
| 6.  | Untitled                                                | 0:44  |
| 7.  | Some Might Say                                          | 5:29  |
| 8.  | Cast No Shadow                                          | 4:51  |
| 9.  | She’s Electric                                          | 3:40  |
| 10. | Morning Glory                                           | 5:03  |
| 11. | Untitled                                                | 0:39  |
| 12. | Champagne Supernova                                     | 7:27  |
| 13. | Bonehead’s Bank Holiday (Bonus-Track der Vinyl-Edition) | 3:47  |